# Борджія

Родинний герб

Бо́рджія, Бо́рджа, Бо́рха (італ. Borgia, ісп. Borja) — родина аристократів іспанського походження (а саме — із Східної Іспанії, з сьогоднішнього регіону Валенсія).
З Борджіа найвідоміші Олександр VI (1431–1503) — папа римський (1492–1503) і його син Чезаре (1475 або 1476–1507) — герцог Романьї, які, прагнучи зміцнити свою владу і вплив в Італії, заплямували себе страхітливими злочинами, а також дочка Олександра VI — Лукреція (1480–1519).

## Історія роду
Назва роду походить від селища Борха в Арагон, неподалік від Сарагоси. Сімейний переказ про походження від позашлюбного сина наваррського короля Санчо Раміреса не підтверджений документами. Після витіснення маврів з Валенсії король Хайме I Завойовник розділив між своїми лицарями підкорені землі. У розпорядженні лицаря Естебана де Борха виявилася Хáтіва, де він і влаштувався зі своїми родичами. Пізніше феодали роду Борха викупили у Кардонского можновладного дому місто Гандіа. Вельможний рід Борха, або (каталанською) Боржа, був одним з провідних в королівстві Валенсія.
Також існувала безліч необґрунтованих заяв про те, що сім'я має єврейське походження. Ці підпільні чутки поширював, зокрема, Джуліано делла Ровере, та політичні опоненти часто називали сім'ю маранами. Чутки зберігалися у масовій культурі протягом століть до 1912 року. Сама родина поширювала фальшиве генеалогічне походження від претендента на корону Арагонського королівства XII століття, Педро де Атареса, лорда Борха, який насправді помер бездітним.
Після того як Альфонсо де Борха був вибраний папою римським під ім'ям Калікст III, його родичі стали переїжджати до Риму і вливатися до лав майбутньої «чорної знаті». Серед них далі всіх пішов його племінник на ім'я Родріго, в 1492 р. обраний понтифіком під ім'ям Олександр VI. Скандали, які супроводжували його перебування у Ватикані, капітально підірвали авторитет папства і підготували ґрунт для такого явища як Реформація.
Від зв'язків з кількома жінками, і в першу чергу Ванноцци де Каттані, папа Борджіа мав десятьох дітей; найбільш відомі П'єтро Луїджі, Джованні, Чезаре, Джоффрі і Лукреція. Старший з братів отримав від папи титул герцога Гандіа, який іспанські нащадки Джованні носили до початку XVIII століття. Франсіско Борджа, 4-й герцог Гандіа, очолював орден єзуїтів; зарахований католицькою церквою до числа святих.
У роду нащадків Джоффрі, які залишилися в Італії, спадковим був титул князя Сквіллаче. Правнук Джоффрі, П'єтро Борджіа (пом. 1624), не мав дітей чоловічої статі. Він видав молодшу дочку за герцога Орсіні, а старшу — за свого кузена з іспанської гілки Борджіа.